# إدي وايزمان
إدي وايزمان (بالفرنسية: Eddie Wiseman)‏ (و. 1911 – 1977 م) هو لاعب هوكي الجليد كندي، توفي في رد دير، عن عمر يناهز 66 عاماً.

## جوائز
حصل على جوائز منها:
- كأس ستانلي.

## روابط خارجية
- إدي وايزمان على موقع دوري الهوكي الوطني (الإنجليزية)
- إدي وايزمان على موقع EliteProspects.com (الإنجليزية)
- إدي وايزمان على موقع HockeyDB.com (الإنجليزية)
- إدي وايزمان على موقع Hockey-Reference.com (الإنجليزية)